# Mono blanco
Mono blanco es un grupo de música tradicional procedente de México.
Fundado en noviembre de 1977, el grupo es un destacado intérprete de son jarocho, el cual se dedican además a su investigación y promoción. Son destacados en el movimiento de renovación de ese género y otros sones de su país ocurrido a partir de los años 70 ante el boom de la música latinoamericana en México. Han influenciado la formación de otros grupos tradicionales, atraído el interés de la academia en el estudio de estos géneros y fomentado la realización de bailes públicos dedicados a ese género llamados fandangos.

## Miembros
Actuales
- Gisela Farías Luna - jarana
- Gilberto Gutiérrez Silva - jarana, voz y dirección
- Andrés Vega Delfín  - Requinto jarocho
- Octavio Vega Hernández - requinto, jarana y arpa
- Iván Farías - Jarana
- Juan Campechano - Leona

Pasados
- Lucero Farías - zapateado
- César Castro González - bajo acústico, requinto y jarana
- Juan Nicanor Pascoe Pierce - jarana
- José Ángel Gutiérrez
- Patricio Hidalgo Belli - jarana tercera
- Andrés Alfonso Vergara - arpa
- Arcadio Hidalgo - Jarana y canto[7]

## Discografía

### Álbumes propios
- 1981: Sones jarochos con Arcadio Hidalgo y el grupo mono blanco. (LP, Album).
- 1989: Al primer canto del gallo.(LP, Album)
- 1992: Sin tener que decir nada. (LP, Casete)
- 1997:	El Mundo Se Va A Acabar (CD, Album)
- 1998: Fandango Mono Blanco y Stone lips (LP, Casete)
- 2006: Soneros Jarochos: The Arhoolie recordings 1989-1990
- 2009: Matanga. Grupo Mono Blanco Y La Cofradía De San Antonio.
- 2013: Orquesta Jarocha (CD)
- 2018:	¡Fandango! (CD, Album)

### Recopilaciones y participaciones
- 2011: Hecho en México Canción: ¿Qué es ahora? Mono blanco, Carla morrison, Mu, Sergio Arau. Luis rey moreno gil.